# Великохуторский сельский совет (Харьковская область)
Великохуторский сельский совет — входит в состав Шевченковского района Харьковской области Украины.
Административный центр сельского совета находится в селе Великие Хутора.

## Населённые пункты совета
- село Великие Хутора
- село Журавка

### Ликвидированные населённые пункты
- село Сергеевка

## История
- 1920 — дата образования.